# Макарий (первопечатник)
Мака́рий (не позднее 1480 – предположительно 1520-е годы) – монах, руководивший  первой южнославянской кириллической типографией. В изданных им книгах  подписывался как «смеренный и священный мних Макарие от Чрьние Горы».
О биографии Макария известно немного. Информация о нём содержится в предисловии и послесловии в Октоихе и послесловии в Псалтири с восследованием, изданных Макарием соответственно в 1494 и в 1995 годах. На основании этих сообщений исследователи делают вывод о монашестве Макария и о том, что его родиной была Черногория. Исследователи склоняются к мнению, что, скорее всего, он был пострижеником сербского Милешевского монастыря
.
Высказывается мнение, что Макарий был первым сербским и румынским издателем и напечатал «Тырговиштское четвероевангелие». Высказывалось предположение, что он изучал печатное дело с Альдо Мануцио и Андрией Палташичем из Котора, который в то время вёл свою деятельность в Венеции. В таком случае он, возможно, проживал в Венеции до 1494 года. Но неопровержимых доказательств для этих предположений пока найти не удалось.
Покровительствуемый правителем Зеты Джураджем (Георгием) IV Черноевичем Макарий открыл типографию в Цетине. В этой типографии он печатал богослужебные книги на сербском изводе церковнославянского языка. Его имя указано в изданных им книгах.
После завоевания Цетине турками типография Черноевича прекратила свое существование вместе с независимой Зетой. Георгий IV Черноевич покинул Черногорию. А Макарий в 1499 году исчез и о его передвижениях есть лишь предположения. Некий печатник Макарий объявился в Валашском Тырговиште, где в 1508 году открыл типографию. В правление Нягое I Басараба (женой которого была Милица Деспина) было издано «Тырговиштское четвероевангелие» с указанием имени Макария как участника этой работы. После этого его имя как печатника в исторических документах того времени не обнаружено, и был ли это черногорский Макарий, достоверно не известно.
Пытаясь проследить дальнейшую судьбу Макария, исследователи выдвигают разные версии. По одной из них,  Макарий продолжил свою деятельность как  митрополит Валахии (Тырговиштская архиепископия) . Другая версия предполагает, что он стал игуменом афонского монастыря Хиландар.  Но ни одна из версий об «идентификации Макария с соимёнными духовными лицами этого периода» не позволяет дать однозначный ответ на этот вопрос.